# Kurt Browning
Pour les articles homonymes, voir Browning.
Kurt Browning, né le 18 juin 1966 à Rocky Mountain House, est un patineur artistique canadien. Il a été quadruple champion canadien  ainsi que champion du monde quatre fois dont durant trois années consécutives.

## Biographie

### Vie privée
Browning est né à Rocky Mountain House, mais il a grandi à Caroline, dans les Rocheuses, en Alberta.
Il est marié, depuis le 30 juin 1996, à une danseuse qui dansait à l'école National Ballet of Canada à Toronto et qui se nomme Sonia Rodriguez. Le couple a deux garçons : Gabriel, né le 12 juillet 2003 et Dillion, né le 14 août 2007.

### Carrière sportive
Il représente le Canada à trois olympiades, soit à Calgary en 1988 où il a terminé 8e, à Albertville en 1992 où il a terminé 6e et Lillehammer en 1994 où il a terminé 5e. Aux Jeux olympiques de Lillehammer en 1994, il a le privilège de porter le drapeau canadien aux cérémonies d'ouverture. Une fois professionnel, il participe à de nombreuses compétitions et fait plusieurs apparitions télé, dont un spécial nommé "Gotta skate". Son implication avec la troupe Stars on Ice dure depuis plusieurs années.
Browning porte le crédit d'être le premier patineur à avoir accompli un quadruple saut (boucle piqué) en 1988 aux championnats du monde, fait inscrit dans le Livre Guinness des records. Il est également reconnu comme étant le premier patineur à exécuter deux triples Axels dans un même programme aux (Championnats du monde 1989) ; un triple Salchow/triple boucle en combinaison (Coupe des Nations en 1990) ; trois combinaisons de triple/triple dans un même programme (triple Axel/triple boucle, triple Salchow/triple boucle, triple Flip/triple boucle piquée) (Championnats du monde 1991 à Munich).
Browning est le premier canadien à avoir remporté le titre national en tant que Novice, Junior et Senior. Il est aussi le premier canadien à avoir remporté 3 championnats du monde consécutifs. Enfin, il est le seul patineur à avoir gagné un titre mondial avec et sans les figures imposées, une épreuve obligatoire qui a été éliminée de la compétition en 1990.

### Reconversion
Il a annoncé sa retraite de la compétition amateur peu de temps après les Jeux olympiques de Lillehammer en 1994. Browning a connu une carrière prolifique dans les compétitions de niveau professionnelles.
Kurt Browning a été intronisé au Temple de la renommée des sports du Canada en 1994 et au Temple de la renommée de Patinage Canada en 2000. Il a également reçu une étoile sur l'Allée des célébrités canadiennes en 2001. Il a participé à l'émission, 'Skating with Celebrities', diffusée sur la chaîne de télévision FOX en 2006. Il faisait équipe avec la chanteuse Debbie Gibson. L'émission comptait sept épisodes ; Gibson et Browning ont été éliminés après le troisième épisode.
Depuis sa retraite de la compétition amateure en 1994, Browning a été commentateur occasionnel pour les réseaux américains NBC et ABC. Il est toujours commentateur pour le réseau canadien CBC à ce jour. Il participe également à la tournée de spectacles, Stars On Ice. Il signe également des choréographies pour des patineurs artistiques. Entre autres, le français Brian Joubert a eu des programmes signé Browning lors de la saison 2007/2008.

## Palmarès amateur
| Compétitions principales | 1986    | 1987    | 1988    | 1989    | 1990    | 1991    | 1992    | 1993    | 1994    |  |  |  |  |  |
| Jeux olympiques d'hiver  |         |         | 8e      |         |         |         | 6e      |         | 5e      |  |  |  |  |  |
| Championnats du monde    |         | 15e     | 6e      | 1er     | 1er     | 1er     | 2e      | 1er     |         |  |  |  |  |  |
| Championnats du Canada   | 5e      | 2e      | 2e      | 1er     | 1er     | 1er     | F       | 1er     | 2e      |  |  |  |  |  |
|                          |         |         |         |         |         |         |         |         |         |  |  |  |  |  |
| Autres compétitions      | 1985/86 | 1986/87 | 1987/88 | 1988/89 | 1989/90 | 1990/91 | 1991/92 | 1992/93 | 1993/94 |  |  |  |  |  |
| Skate America            | 8e      |         |         |         | 3e      |         |         |         |         |  |  |  |  |  |
| Skate Canada             |         |         | 4e      | 1er     |         | 1er     |         |         | 1er     |  |  |  |  |  |
| Coupe d'Allemagne        |         |         |         |         |         | 1er     |         |         |         |  |  |  |  |  |
| Trophée de France        |         |         |         |         |         |         | 1er     |         |         |  |  |  |  |  |
| Trophée NHK              |         | 7e      |         | 3e      | 3e      |         |         |         |         |  |  |  |  |  |
| Légende : F = Forfait    |         |         |         |         |         |         |         |         |         |  |  |  |  |  |

## Palmarès professionnel
- Trois titres de champion canadien professionnel;
- Trois titres de champion du monde professionnel.

## Accomplissements
- Premier patineur à réussir un quadruple saut (boucle piqué);
- Premier patineur à réussir deux triple Axel dans un même programme;
- Premier patineur à réussir une combinaison de triple Salchow/triple boucle;
- Premier patineur à réussir trois combinaisons de sauts triple/triple dans un même programme;
- Premier patineur canadien à remporter le titre national de niveau Novice, Junior et Senior;
- Premier patineur canadien à remporter trois titres mondiaux consécutifs.

## Prix et reconnaissances
- Récipiendaire du Trophée Lou Marsh  pour le meilleur athlète canadien en 1990;
- Membre de l'Ordre du Canada en 1990;
- Récipiendaire du Trophée Lionel Conacher en 1990 et 1991;
- Introduit au Temple de la renommée des sports du Canada en 1994;
- Récipiendaire du prix de l' American Skating World Professional Skater of the Year en 1998;
- Introduit au Temple de la Renommée de Patinage Canada en 2000;
- Titulaire du Trophée Gustav Lussi de la PSA (Professional Skaters' Association) en 2001;
- Introduit au Temple de la renommée du patinage artistique en 2006[2].

## Livres
- Browning, Kurt. Kurt: Forcing the Edge / Kurt Browning, avec Neil Stevens. - Toronto : HarperCollins, 1991 195 p.  (ISBN 0-0021-5843-4)
- Browning, Kurt. A is for axel : an ice skating alphabet / Kurt Browning, illustrated by Melanie Rose. - Chelsea, MI : Sleeping Bear Press, 2006  (ISBN 1-5853-6280-8)